# Operació Napoleó
Operació Napoleó (en islandès Napóleonsskjölin i també conegut com a Frozen Conspiracy o Operation Napoleon) és una pel·lícula de thriller islandesa dirigida per Óskar Þór Axelsson, protagonitzada per Vivian Ólafsdóttir, Jack Fox i Iain Glen. Es basa en el llibre homònim més venut d'Arnaldur Indriðason. Ha estat subtitulada al català.

## Sinopsi
La pel·lícula explica la història de Kristín, una advocada ambiciosa que es veu arrossegada en una seqüència inesperada d'esdeveniments quan el seu germà es troba amb un naufragi d'un avió de la Segona Guerra Mundial a la part superior de Vatnajökull.

## Repartiment
- Vivian Ólafsdóttir com a Kristín[9]
- Jack Fox com a Steve Rush
- Iain Glen com a William Carr
- Wotan Wilke Möhring com a Simon
- Ólafur Darri Ólafsson com a Einar
- Atli Óskar Fjalarsson com a Elías
- Adesuwa Oni com a Julie Ratoff
- Þröstur Leó Gunnarsson com a Jóhannes
- Nanna Kristín Magnúsdóttir com a Rósa